# Palácio de Esportes Yubileyny
Yubileyny Sports Palace é um arena multi-uso localizado em São Petesburgo, Russia.